# Topònims de la quadra de l'Espona
Llistat de topònims de l'antiga quadra de l'Espona, de l'antic terme municipal de Guàrdia de Tremp, actualment integrat en el de Castell de Mur, al Pallars Jussà, presents a la Viquipèdia.

## Cabanes
| - Cabana del Boix - Cabana del Cabaler | - Cabana del Correu - Cabana de Jaumilla | - Cabana de Placito | - Cabana de la Rafela |

## Edificacions agrícoles
- Magatzem del Trudis

## Masies
- Casa de l'Espona

## Xalets
- Lo Xalet Nou

## Ponts
- Pont de l'Espona

## Geografia

### Camps de conreu
| - L'Espona | - Les Sorts |  |  |

### Corrents d'aigua
| - Barranc de l'Espona | - Noguera Pallaresa |  |  |

### Diversos
| - Albans | - Les Costes |  |  |

### Masies
- Casa de l'Espona

### Solanes
- Solana de Mascaró

### Vies de comunicació
| - Camí de la Via | - Carretera C-13 | - Ferrocarril de la línia Lleida - la Pobla de Segur |  |